# Рушо (Перуђа)
Рушо је насеље у Италији у округу Перуђа, региону Умбрија.
Према процени из 2011. у насељу је живело 126 становника. Насеље се налази на надморској висини од 776 м.